# Chlumetia moneida
Chlumetia moneida là một loài bướm đêm trong họ Noctuidae.